# 2006년 동계 올림픽 스위스 선수단
2006년 동계 올림픽 스위스 선수단은 2006년 2월 10일부터 26일까지 이탈리아 토리노에서 열린 2006년 동계 올림픽에 참가한 올림픽 스위스 선수단이다.

## 메달 집계
| 종목 | 1 | 2 | 3 | 합계 |
| 종목 | ' | ' | ' | '    |
| 종목 | ' | ' | ' | '    |
| 종목 | ' | ' | ' | '    |
| 합계 | ' | ' | ' | '    |

## 종목별 성적

### 루지
남자
- 슈테판 회에너

여자
- 마르티나 코허

### 스노보드
남자
- 테리 브루너
- 잔 지멘
- 프레데리크 칼버마텐
- 마르쿠스 켈러

여자
- 마누엘라 페스코

### 스켈레톤
남자
- 그레고어 슈테힐

여자
- 타냐 모렐
- 마야 페데르센

### 스키점프
- 귀도 란데르트
- 미하엘 묄링거
- 지몬 아만
- 안드레아스 퀴텔

### 알파인스키
남자
- 브루노 케르넨
- 암브로지 호프만